# Endogenes Pigment
Endogene Pigmente sind Pigmente, die im Körper gebildet werden. Man unterscheidet zwischen hämatogenen Pigmenten wie Hämoglobin und seine Abkömmlinge und autogenen Pigmenten, zum Beispiel Melanin oder Lipofuszin.
Exogene Pigmente hingegen dringen von außen in die Zelle ein und werden im Cytoplasma gespeichert, da sie aufgrund ihrer chemischen Struktur nicht abgebaut werden können. Eine Tätowierung oder auch eine Verletzung kann farbige Fremdkörper gewaltsam in das Cytosol einführen. Eingeatmete Rußpartikel werden von Alveolarmakrophagen aufgenommen und färben das Lungengewebe schwarz.